# Nyamisozo
Nyamisozo är ett periodiskt vattendrag i Burundi.   Det ligger i provinsen Bururi, i den sydvästra delen av landet, 60 km söder om huvudstaden Bujumbura.
Omgivningarna runt Nyamisozo är en mosaik av jordbruksmark och naturlig växtlighet. Runt Nyamisozo är det ganska tätbefolkat, med 207 invånare per kvadratkilometer.